# Solenopsis major
Solenopsis major es una especie de hormiga del género Solenopsis, subfamilia Myrmicinae.

## Distribución
Esta especie se encuentra en Argentina y Costa Rica.